# Prescott, Iowa
Prescott là một thành phố thuộc quận Adams, tiểu bang Iowa, Hoa Kỳ. Năm 2010, dân số của thành phố này là 257 người.

## Dân số
Dân số qua các năm:
- Năm 2000: 266 người.
- Năm 2010: 257 người.